# 三見駅
三見駅（さんみえき）は、山口県萩市大字三見字片田にある、西日本旅客鉄道（JR西日本）山陰本線の駅である。事務管コードは▲640785。
周囲は住宅が密集しているが、利用客は主に萩方面や長門方面への通学生である。

## 歴史
- 1925年（大正14年）4月3日：鉄道省美禰線（現・山陰本線）の長門三隅駅 - 萩駅間延伸時に開設[1]。客貨取扱開始[1]。
- 1933年（昭和8年）2月24日：当駅を含む美禰線一部区間が山陰本線に編入、同線所属駅となる。
- 1963年（昭和38年）2月1日：貨物取扱廃止[1]。
- 1984年（昭和59年）2月1日：荷物扱い廃止[1]。
- 1987年（昭和62年）4月1日：国鉄分割民営化に伴い、西日本旅客鉄道（JR西日本）の駅となる[1]。
- 2013年（平成25年）7月28日：豪雨災害に伴い線路が被災、一時当駅を含む益田駅 - 長門市駅間が運休（※当駅を含む奈古駅 - 長門市駅間については8月4日に運行再開）。
- 2021年（令和3年）：老朽化に伴う駅舎改修工事開始。
- 2023年 (令和5年) 4月1日 : 駅事務所だった部分を改修、「お試し暮らし住宅 #さんちゃんち」提供開始。[3]

## 駅構造
相対式ホーム2面2線の構造を持ち、交換設備を備えた地上駅。
長門鉄道部管理の無人駅。木造駅舎を備える。駅舎は下りホーム側にあり、両ホームは益田寄りにある跨線橋で連絡している。上りホーム側にもスロープ式出入口があるため、海側から駅へ出入することも可能。駅全体は、カーブ状となっている。

### のりば
| ホーム      | 路線      | 方向 | 行先             |
| ----------- | --------- | ---- | ---------------- |
| 反対側（1） | ■山陰本線 | 上り | 東萩・益田方面   |
| 駅舎側（2） | ■山陰本線 | 下り | 長門市・下関方面 |

※実際には上記ののりば番号標は無い。上記の番号は列車運転指令上の番線番号である。

## 利用状況
近年の1日平均乗車人員の推移は以下の通り。
| 乗車人員推移 | 乗車人員推移 |
| 年度         | 1日平均人数  |
| ------------ | ------------ |
| 1999         | 100          |
| 2000         | 97           |
| 2001         | 82           |
| 2002         | 72           |
| 2003         | 65           |
| 2004         | 59           |
| 2005         | 56           |
| 2006         | 43           |
| 2007         | 45           |
| 2008         | 41           |
| 2009         | 41           |
| 2010         | 41           |
| 2011         | 43           |
| 2012         | 45           |
| 2013         | 40           |
| 2014         | 36           |
| 2015         | 24           |
| 2016         | 28           |
| 2017         | 19           |
| 2018         | 22           |
| 2019         | 23           |
| 2020         | 19           |
| 2021         | 18           |
| 2022         | 15           |

## お試し暮らし住宅 ♯さんちゃんち
2021年にJR西日本は老朽化を理由に当駅の駅舎を解体する方針を示すが、その後萩市が無償譲渡を受け駅舎の改修工事を行うこととされた。改修後は待合所機能に加え地域交流拠点としての機能を持たせると共に、駅事務室だった部分を移住希望者向けの短期体験住宅とする案を発表した。
2023年4月1日、JR西日本から譲渡された三見駅舎を萩市が活用し、移住希望者やテレワーカ向けに「お試し暮らし住宅 ♯さんちゃんち」の提供を三見駅舎内で開始した。 室内には大きな出窓があり、通過する列車を間近で見ることができ、6泊7日で1組7000円とリーズナブルであるため話題になっている。

## 駅周辺
- 三見吉広のバクチノキ：山口県の天然記念物[8]。
- 三見橋（通称・眼鏡橋）：国登録有形文化財[9]。
- 萩市役所三見出張所 - 萩市役所の出張所[10]。

- 三見漁港：萩市三見浦に位置する船上げ場。イカ釣りが人気である[11]。

- 萩市立小中一貫教育校 三見小中学校：萩市三見に位置する小中学校[12]。
- 山口県道64号萩三隅線 - 山口県管轄の一般道路[13]。

## 隣の駅
西日本旅客鉄道（JR西日本）
■山陰本線
玉江駅 - 三見駅 - 飯井駅